# 14575 Jamesblanc
14575 Jamesblanc eller 1998 QC92 är en asteroid i huvudbältet som upptäcktes den 28 augusti 1998 av LINEAR i Socorro County, New Mexico. Den är uppkallad efter James Blanc.